# Karl Kottenhahn
Karl Kottenhahn (* 27. April 1910 in Wattenscheid-Westenfeld; † 29. Dezember 1981) war ein deutscher Politiker (SPD). Er war von 1958 bis 1962 Mitglied des Landtags von Nordrhein-Westfalen.

## Leben
Karl Kottenhahn machte nach dem Besuch der Volksschule zunächst eine Ausbildung zum Gärtner. Kottenhahn trat 1928 in die SPD ein. Im Jahr 1929 fing er an, als Bergmann zu arbeiten, und wurde im gleichen Jahr Gewerkschaftsmitglied.
Im November 1946 wurde er Gemeindevertreter in Bockum-Hövel und Mitglied des Kreistags Lüdinghausen. Den Sitz im Kreistag behielt er, bis er sein Mandat am 9. Oktober 1962 niederlegte. Ab 1951 war er hauptberuflich als Gewerkschaftssekretär tätig. Im Jahr 1956 wurde er in Bockum-Hövel stellvertretender Bürgermeister.
Bei der Landtagswahl im Jahr 1958 wurde Kottenhahn im Wahlkreis 112 (Unna-Nord) als Direktkandidat der SPD in den nordrhein-westfälischen Landtag gewählt. Er war Abgeordneter vom 21. Juli 1958 bis zum 20. Juli 1962.